# Baga jezici
Baga jezici, jedna od dviju podskupina temne jezika, šire skupine mel, nigersko-kongoanska porodica, raširenia na području Gvineje. 
Obuhvaća (7) jezika, od kojih su dva izumrla. Predstavljaju je: baga binari [bcg], 3.000; baga kaloum [bqf], †; baga koga [bgo], 5.000 etničkih; baga manduri [bmd], 4.000; baga sitemu [bsp], 4.000; baga sobané [bsv], †; i landoma [ldm], 14.400 (Vanderaa 1991)

## Vanjske poveznice
- Ethnologue (14th)
- Ethnologue (15th)